# ФК Раднички Ратково
Фудбалски клуб Раднички 1918 Ратково је аматерски фудбалски клуб из Раткова који се тренутно такмичи у Подручној фудбалској лиги Сомбор, петом такмичарском нивоу српског фудбала.
Клуб је основан 1918. године као Олимпија. После ослобођења након Другог светског рата клуб се зове Парабућ, а након доласка колониста 1946. године Раднички. У сезони 1997/98 фудбалски клуб из Раткова такмичио под именом Раднички Радан, да би већ следеће године било враћено старо име (Раднички). Од 2013. године имену клуба је придодата година покретања фудбала у Раткову, тако да се данас фудбалски куб из Раткова зове Раднички 1918.
Место Ратково дало је знатан број истакнутих фудбалера који играли у познатим југословенским клубовима, а најистакнутији међу њима је Радивој Божичић који је наступао у Партизану и који је био члан југословенске репрезентације.

## Историја
Крајем 1917. године, група спортских ентузијаста предвођена локалним занатлијама, пожелела да оснује свој клуб, што су и учинили средином следеће године. У Парабућу је у то време највише живело подунавских Шваба, док је нешто мање било Мађара и Срба, па су и први играчи били из ове три народносне групе. Одлучено је да се клуб назове Олимпија и под тим називом клуб је наступао до краја Другог светског рата.
Током прве три деценије постојања, клуб је одигравао само пријатељске утакмице са клубовима из суседних места: Оџаци, Лалић, Дероње, Бачки Брестовац, Филипово итд. Занимљиво да фудбалски клуб из Парабућа није наступао између два рата у неком од такмичења у оквиру Југословенског фудбалског савеза  али јесте за време окупације у "Оџачкој фудбалској групи" под окриљем Немачког фудбалског савеза на тлу Бачке. Након што није изборио пласман у I разред Немачког савеза, фудбалска екипа из Парабућа се такмичила у најбројнијој групи II разреда: "Југозападна Бачка" . 
Након завршетка Другог светског рата дошло је до колонизације Парабућа, па су нове власти име насеља преименовале у Ратково. И клуб је променио име у Раднички, што се на неки начин задржало до данашњих дана.
У тим првим послератним годинама присутна је била еуфорија због ослобођења земље, а та атмофера се пренела и на овај спортски колектив у који су похрлили бројни играчи и фудбалски радници. Клуб су тада водили: Слободан Рацков, Војислав Рипида, Душан Лаћарак и Боривоје Иванчић. Од играча су се истицали: Јоца Крстоношић, Воја Рацков, Славо Капетанов, Спасоје Јергић, Тоша Сеферовић и многи други.
Раднички је 1955. године изборио пласман у Подручну лигу Сомбор. У то време од играча су се истицали: Милан Сурдучки, Светолик Трифуновић, Сава Јергић, Миливоје Перошевић, Миливоје Видић, Матија Филиповић и др. Као другопласирани на табели изборили су пласман у "Суботичко-сомборску лигу" тадашњи трећи степен такмичења у Југославији. Противници су им тада биле екипе из Врбаса, Сенте, Суботице, Бачке Тополе, Малог Иђоша итд. Након једне године у трећем рангу екипа Радничког је заузела последње место са 13 осовојених бодова и испала у подручје. Након само једне године у Подручној лиги , Раднички испада и у "Сомборски подсавез" (5. ранг) у коме се задржава само једну сезону (освојивши је са 25 бодова ). Поново се пласирао у Подручје али је поново, након само једне године наступања , испао у "Сомборски подсавез".
Након ове генерације, стасавала је нова предвођена Радивојем Божичићем, Цветком Максимовићем, Драганом Стојаковићем, Србом Ђинђићем, Ђуром Медићем, Радетом Мрдаковићем, Зораном Милановићем, Љубишом Тошићем, Ратомиром Гуглетом. Они су се након освајања ПФЛ Сомбор у сезони 1965/66. домогли тадашње Војвођанске лиге у којој су наступали две године .
Из те генерације највише се афирмисао Божичић који је играо за тим Црвенке у Првој лиги, док је нешто млађи Миодраг Ђинђић доспео у новосадску Војводину, да би каријеру завршио у друголигашкој екипи Врбаса.
Након испадања из "Војвођанске лиге", Раднички се такмичио у "Бачкој лиги" све до сезоне 1970/71. када је као последњепласирани са 12 бодова испао у Сомборску подручну лигу. Фудбалери из Раткова у Подручној лиги остају наредне четири године кад је у сезони 1974/75. освајају  и поново се пласирају у четврти ранг . У четвртом рангу Раднички остаје наредне четири сезоне и опет као и прошли циклус учешће у четвртом рангу завршава на последњем месту  и испада у Сомборско подручје.
Уследила је период од 13 година наступања Радничког у петом рангу такмичења . Иако су фудбалери из Раткова на крају сезоне 1982/83. осовојили прво место у "Међуопштинској лиги Сомбор - 1. разред" (5. ранг)  нису изборили пласман у новооформирану "Бачку лигу", због реорганизације фудбала у Југославији, већ су се морали "задовољити" пласманом у новооформирану Подручну лигу Сомбор (такође 5. ранг).
Почетком деведесетих година прошлог века, појавила се вероватно најбоља генерација Радничког предвођена Драгољубом Симоновићем и Добриславом Прелићем. Били су ту још: Александар Крунић, Томислав Лучић, Небојша Дошен, Срђан Батричевић, Ненад Ђукић, Небојша Илић, Звонко и Зоран Ћирић, Предраг Ивановић, Владица Николић, с којима је почео да ради рано преминули Раде Гаковић, којег је успешно наследио Божидар Божовић.
Два играча из ове генерације су отишла у прволигашке клубове. Симоновић је приступио кулском “Хајдуку”, из којега је потом отишао у бугарски “Литекс”, где је имао сјајну каријеру. Играо је чак и једну утакмицу за репрезентацију наших суседа. Нешто млађи Зоран Ћирић је приступио прво екипи “Бечеја”, потом је прешао у београдски “Партизан”, из којег је отишао на Кипар, где је играо пуних осам сезона за најбоље клубове са овог острва.
Ратковчани су у сезони 1991/92. осовојили прво место у лиги сомборског подручја (6. ранг)  и изборили пласман у "Бачку лигу" (тада такмичење 5. ранга). Већ наредне сезоне "Бачке лиге" успели су да прођу први кроз циљ  међутим, као и пре 10 година када су освојили прво место у "МОЛ Сомбор", екипу је "закачила" реорганизација Југословенског фудбала, тако да се клуб није пласирао као првак у 4. ранг већ је постао члан "Друге војвођанске лиге - запад" (5. ранг) . Након "две године живота" укида се "Друга Војвођанска лига - запад" и Раднички се такмичи у новооформираној Војвођанској лиги - запад (4. ранг). У сезони 2002/03. ратковчани се такмиче у Другој Војвођанској лиги - север (5. ранг) из које ће следеће године испасти у Подручну лигу Сомбор (6. ранг) .
Последњи пут у својој историји фудбалска екипа из Раткова изборила је пласман у четврти ранг такмичења након освајања Подручне лиге Сомбор, 2004/05. године и у њој се такмичила наредне три године када ће лета 2008. године поново испасти у Подручну лигу (5. ранг). У петом рангу задржала се свега три године када ће једну сезону (2011/12) провести у најнижем рангу. Освојивши друго место у "бетон лиги"  Раднички је изборио повратак у "сомборско подрује" али је након само једне сезоне морао опет назад у најнижи ранг .
Све до лета 2015. године, ратковчани су таворили у најнижем фудбалском рангу, али ће након освајања другог места  успети да се домогну Подручне лиге (5. ранг). у сезони 2016/17. наступиће у Међуопштинској лиги - 1. разред, већ наредне сезоне (2017/18) успели су да је освоје и да се врате у подручје у којој су се задржали до лета 2022. године.
Споменутог лета 2022. године након заузимања другог места у ПФЛ Сомбор, фудбалери ратковачког Радничког одиграли су квалификациони двомеч за пласман у виши ранг против другопласиране екипе ПФЛ Суботица, ФК Обилић из Змајева. Прва утакмица у Змајеву протекла је без голова (0:0)  док је реванш сусрет у Раткову, поготком Ђокића у 94. минуту меча, припао домаћину 2:1 (1:0). Ова победа донела је ратковчанима повратак у четврти ранг након 14 година (последњи пут Клуб се такмичило у четвртом рангу (ВФЛ Север) у сезони 2007/08.) 

## ФК Радан (Ратково)
Лета 1995. године у "Међуопштинској лиги Сомбор - 2. разред" илити најнижем степену фудбалског такмичења у тадашњој Југославији, појављује се у конкуренцији 6 клубова још један фудбалски клуб из Раткова под именом ФК Радан. Они су у дебитантској сезони освојили треће место на табели са уписаних 29 бодова . Наредне сезоне конкуренција у најнижем фудбалском рангу је смањена на 4 клуба, и у тој конкуренцији фудбалери ратковачког Радана освојили су прво место . У лето 1997. године дошло је до фузије два фудбалска клуба из Раткова: ФК Раднички и ФК Радан.

## Стадион
Стадион на којем Раднички игра своје утакмице налази се у центру насеља. У оквиру тог спортског центра налазе се фудбалски терен, терен за мали фудбал, као и терен за кошарку, са тартан подлогом, атлетска стаза и помоћни терен. Стадион има западну трибину која има капацитет од 500 гледалаца. Такође, терени за кошарку и мали фудбал имају трибине, ови терени су и осветљени стога се на њима сваке године одржавају ноћни турнири у кошарци и малом фудбалу.

## Тим

### Први тим
Од 8. септембар 2018.
| Бр. |        | Позиција | Играч                 |
| --- | ------ | -------- | --------------------- |
| ––1 | Србија |          | Милош Игњатовић       |
| ––2 | Србија |          | Филип Милуновић       |
| ––3 | Србија |          | Јован Алексиж Капитен |
| ––4 | Србија |          | Милан Ефендић         |
| ––5 | Србија |          | Андреј Малачко        |
| ––6 | Србија |          | Никола Панић          |
| ––7 | Србија |          | Небојша Стојановић    |
| ––8 | Србија |          | Александар Стојановић |
| ––9 | Србија |          | Вук Ђокић             |

| Бр.  |        | Позиција | Играч              |
| ---- | ------ | -------- | ------------------ |
| ––10 | Србија |          | Владимир Прелиц    |
| ––11 | Србија |          | Михаило Кардинал   |
| ––12 | Србија |          | Дејан Костуранов   |
| ––13 | Србија |          | Милош Агбаба       |
| ––77 | Србија |          | Милан Гуглета      |
| ––15 | Србија |          | Жарко Влајић       |
| ––16 | Србија |          | Младен Ћеран       |
| ––19 | Србија |          | Боривоје Цветковић |

### Бивши познати играчи
- Радивој Божичић
- Миодраг Ђинђић
- Драгољубом Симоновићем
- Зоран Ћирић

### Стручни штаб
Тренер
 Мирослав Радојчић

## Успеси
- Бачка лига
Првак: 1992/93.
- ПФЛ Сомбор
Првак: 1965/66, 1974/75, 1991/92. 2004/05.
Другопласирани: 1955/56, 1961/62
- МФЛ Сомбор – први разред
Првак: 1958/59, 1982/83, 2017/18
Другопласирани: 2011/12, 2014/15
- Општински фудбалски куп
Првак: 1973, 1974, 1975.